# Chloraea tectata
Chloraea tectata là một loài thực vật có hoa trong họ Lan. Loài này được Ravenna mô tả khoa học đầu tiên năm 2001.